# Baku
Baku (azeri: Bakı  ( hør); persisk: باراکا, tr. Badkube) er hovedstaden og den største by i Aserbajdsjan. Byen ligger på sydsiden af Apsjeronhalvøen på vestbredden af Det Kaspiske Hav og er en vigtig havneby. Baku ligger 28 m under havets overflade, hvilket gør det til den lavest liggende hovedstad i verden, og den største by i verden, der ligger under havoverfladen. Baku havde 2.122.300(Pr.  2011). indbyggere mens metropolregionen havde 4.000.000 indbyggere.
Baku er opdelt i elleve administrative distrikter og 48 bydele som Baku Archipelago og Neft Daşları "Oil Rocks", som ligger 60 km fra Baku. Hovedstadens gamle bydel bærer præg af sin fortid som en del af Det Osmanniske Rige og af, at Baku 861-1538 var hovedstad for det arabisk-persiske Shirvanshah-dynasti. Byens gamle bydel, Shirvanshah-paladset og Jomfrutårnet kom på UNESCOs Verdensarvsliste i 2000.
Byen er det videnskabelige, kulturelle og industrielle centrum i Aserbajdsjan. Mange betydelige aserbajdsjanske institutioner har deres hovedkvarter i byen. Havnen kan håndtere to millioner tons bulkladninger om året. I de seneste år er Baku blevet en vigtig mødested for internationale begivenheder. Byen var vært for Eurovision Song Contest 2012, De Europæiske Lege 2015, Europas Grand Prix i 2016 og Islamic Solidarity Games 2017 og er en af værtsbyerne ved Europamesterskabet i fodbold 2020.
I Baku ligger store modehuse med butikker og arenaen fra Eurovision Song Contest i 2012. Ifølge Lonely Planet hører Baku til blandt verdens top ti destinationer for natteliv. Baku bliver kaldt Østens Paris og 'Vindenes By'. Hovedstaden er kendt for sine voldsomme storme. Selv siger Baku-indbyggerne, at det blæser 270 dage om året.

## Museer i Baku
- Nationalt museum for historie
- Nizami Aserbajdsjans litteraturmuseum
- Aserbajdsjans Nationale Kunstmuseum
- Villa Petrolea

- Aserbajdsjans arkæologiske og etnografiske museum
- Aserbajdsjans tæppemuseum
- Aserbajdsjans geologiske museum

## Galleri
- Asef Zeynali-gaden i den gamle del af Baku
- En del af bymuren omkring det gamle Baku.